# العلاقات الموزمبيقية الناوروية
العلاقات الموزمبيقية الناوروية هي العلاقات الثنائية التي تجمع بين موزمبيق وناورو.

## مقارنة بين البلدين
هذه مقارنة عامة ومرجعية للدولتين:
| وجه المقارنة                                              | موزمبيق          | ناورو                          |
| --------------------------------------------------------- | ---------------- | ------------------------------ |
| المساحة (كم2)                                             | 801.59 ألف       | 21                             |
| عدد السكان (نسمة)                                         | 29.67 مليون      | 10.08 ألف                      |
| الكثافة السكانية (ن./كم²)                                 | 37.01            | 48.00 ألف                      |
| العاصمة                                                   | مابوتو           | ضاحية يارين                    |
| اللغة الرسمية                                             | اللغة البرتغالية | اللغة الناورونية، لغة إنجليزية |
| العملة                                                    | متكال موزمبيقي   | دولار أسترالي                  |
| الناتج المحلي الإجمالي (بليون دولار)                      | 12.33 مليار      | 113.88 مليون                   |
| الناتج المحلي الإجمالي (تعادل القوة الشرائية) بليون دولار | 33.35 مليار      | 162.98 مليون                   |
| الناتج المحلي الإجمالي الاسمي للفرد دولار أمريكي          | 529              | 9.83 ألف                       |
| الناتج المحلي الإجمالي للفرد دولار أمريكي                 | 1.13 ألف         |                                |
| مؤشر التنمية البشرية                                      | 0.416            |                                |
| رمز المكالمات الدولي                                      | +258             | +674                           |
| رمز الإنترنت                                              | .mz              | .nr                            |
| المنطقة الزمنية                                           | ت ع م+02:00      | ت ع م+12:00                    |

## منظمات دولية مشتركة
يشترك البلدان في عضوية مجموعة من المنظمات الدولية، منها:
| علم المنظمة | اسم المنظمة                                 | تاريخ انضمام موزمبيق | تاريخ انضمام ناورو |
| ----------- | ------------------------------------------- | -------------------- | ------------------ |
|             | الاتحاد البريدي العالمي                     | ?                    | ?                  |
|             | منظمة حظر الأسلحة الكيميائية                | ?                    | ?                  |
|             | دول الكومنولث                               | 1995                 | ?                  |
|             | الأمم المتحدة                               | 16 سبتمبر 1975       | 14 سبتمبر 1999     |
|             | منظمة الشرطة الجنائية الدولية               | ?                    | ?                  |
|             | مجموعة دول أفريقيا والكاريبي والمحيط الهادئ | ?                    | ?                  |
|             | الاتحاد الدولي للاتصالات                    | 4 نوفمبر 1975        | 10 يونيو 1969      |
|             | يونسكو                                      | 11 أكتوبر 1976       | 17 أكتوبر 1996     |

## وصلات خارجية
- موقع وزارة الخارجية الموزمبيقية